# Sorry for Party Rocking (álbum)
Sorry For Party Rocking es el segundo y último álbum de estudio del dúo estadounidense LMFAO, lanzado el 21 de junio de 2011.

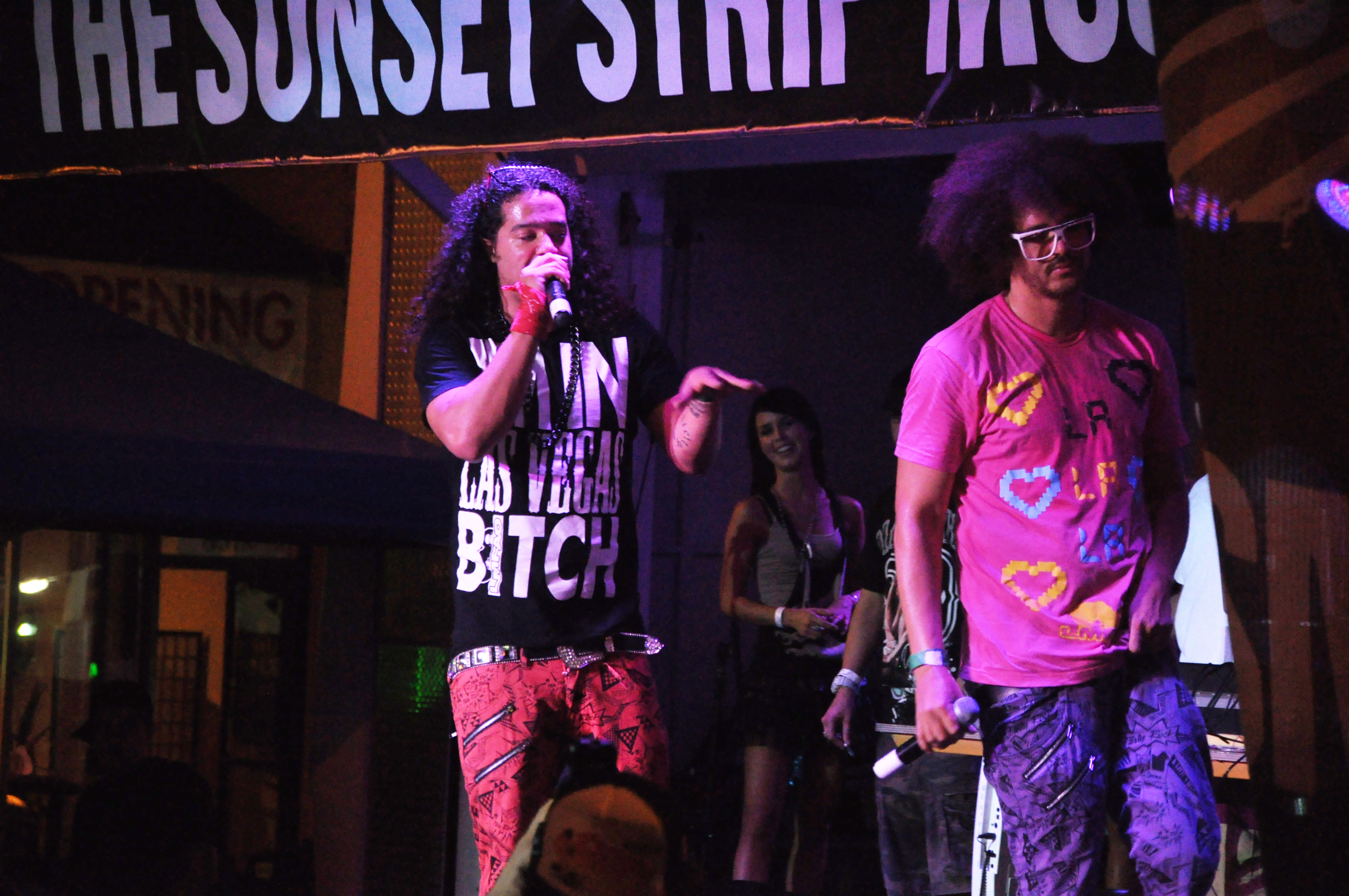
LMFAO interpretando «Shots» en 2009.

## Sencillos
Cuatro sencillos se publicaron del álbum. El primero de ellos, «Party Rock Anthem», fue publicado el 8 de junio de 2010. Obtuvo una gran recepción a nivel internacional: en Estados Unidos, ascendió del número 20 al 8 en la semana del 4 de junio de 2011, siendo el primer top diez. Eventualmente, consiguió desbancar a «Give Me Everything» de Pitbull con Ne-Yo y Nayer y estuvo un total de seis semanas en lo más alto de dicha lista, el primer número uno del dúo en el país. En España alcanzó el número siete de las listas de PROMUSICAE, a pesar de la gran resonancia en radio y el alto streaming en el país. «Champagne Showers» fue el segundo sencillo publicado el 27 de mayo de 2011. Este tuvo menor recepción en listas y en recepción.
«Sexy and I Know It», el tercer sencillo, tuvo una mayor recepción con respecto a su predecesor. En España, ocupó la primera posición pese a que tuvo menor resonancia en las radios y en servicios de streaming. En Estados Unidos, consiguió saltar del número 25 al 10 y posteriormente reemplazó a «We Found Love» de Calvin Harris con Rihanna del número uno. Estuvo allí dos semanas y en total 42. «Sorry For Party Rocking» salió al mercado el 17 de enero de 2012 y fue el último sencillo del álbum y de LMFAO en general. Tuvo mayor éxito que el segundo sencillo pero menor que el primero y el tercero, pues se ubicó en la posición 49 del Hot 100 y estuvo 11 semanas en total. En Australia, su recepción fue mayor y logró la novena posición del ARIA Singles Chart.

## Recepción

### Comercial
En Estados Unidos, Sorry for Party Rocking debutó en el número 12 del Billboard 200, con 27 100 copias vendidas esa semana. Al final del año se estimaron unas ventas de más de 808 900 y un total de 1 150 000 en todo el mundo.,.
En Australia el álbum entró en el número 2 del ARIA Albums chart, con 20 000 copias vendidas en esa semana. La ARIA lo certificó con cuatro discos de platino por ventas de más de 280 000 copias vendidas en total entre 2012 y 2013.
En España, el álbum entró en el número 11 de la lista PROMUSICAE, con 2984 copias vendidas esa semana, al final de año, dicha lista le otorgó una certificación de un disco de platino, por ventas equivalentes a 43 000 copias.

### Crítica
Sorry for Party Rocking ha recibido reseñas mixtas de los críticos. El álbum actualmente tiene una puntuación de 47 sobre 100 en Metacritic. Josh Bush de Allmusic le dio una crítica favorable, otorgándole tres estrellas y media de cinco estrellas agregando : "Aunque el dúo LMFAO contaba con sintetizadores Euro-pop y riffs imperdibles mucho antes de su éxito con David Guetta, «Gettin’ Over You», definitivamente no estuvo mal para ser presentado en un éxito mundial que pasó tiempo de calidad en número uno en Francia y el Reino Unido. Su segundo álbum, Sorry for Party Rocking, llega en el momento exacto e incluye la combinación correcta de energía y humor, además de una sorprendente cantidad de sinceridad ". Destacaron los sencillos «Sorry for Party Rocking», «Party Rock Anthem» y «Champagne Showers»., Billboard había dicho antes de la promoción “LMFAO, por supuesto, no es Sorry for Party Rocking”. Pero el segundo álbum del dúo de baile es" más refinado "y más experimental que su debut Party Rock (2009)
La revista de música británica NME fue particularmente mordaz, dándole una puntuación de 0 sobre 10, pegando las letras y añadiendo "...LMFAO entendió el dolor que estarían infligiendo al mundo y lo hizo de todos modos". Al criticar aún más el álbum, Sam Wolfson escribió "... no es la misoginia persistente y agresiva lo que destruye el alma del disco. Tampoco son canciones tan imbéciles que si te comieras una lata de Alphabetti Spaghetti, podrías cagarla. letras más inteligentes para una melodía más agradable". 

También se han recibido algunos comentarios negativos sobre sus ritmos de rap y dance en el álbum. Entertainment Weekly le dio una crítica negativa diciendo que “está rematado por un rap verdaderamente terrible, que a menudo convierte a los instrumentales que de otra manera inspiran un gruñido en un relleno desordenado y enloquecedor”.. The Rolling Stone le dio dos estrellas de cada cinco, destacando positivamente que “Los MC-DJs Redfoo y Sky Blu se convierten en un hábil hip-hop", pero también dijeron pero también se vuelven realmente estúpidos, golpeando a las nalgas y bañándose en Champagne, en un pastiche cursi de sintetizadores de los ochenta”..

## Lista de canciones
| Sorry for Party Rocking (edición estándar) |                                                       |          |  |
| N.º                                        | Título                                                | Duración |  |
| 1.                                         | «Rock The Beat II»                                    | 1:53     |  |
| 2.                                         | «Sorry for Party Rocking»                             | 3:23     |  |
| 3.                                         | «Party Rock Anthem» (feat. Lauren Bennett & GoonRock) | 4:22     |  |
| 4.                                         | «Sexy and I Know It»                                  | 3:19     |  |
| 5.                                         | «Champagne Showers» (feat. Natalia Kills)             | 4:24     |  |
| 6.                                         | «One Day»                                             | 3:17     |  |
| 7.                                         | «Take It to the Hole» (feat. Busta Rhymes)            | 3:36     |  |
| 8.                                         | «Best Night» (feat. will.i.am, GoonRock & Eva Simons) | 5:00     |  |
| 9.                                         | «All Night Long» (feat. Lisa)                         | 3:47     |  |
| 10.                                        | «With You»                                            | 4:13     |  |
| 37:14                                      |                                                       |          |  |

| Pista adicional de iTunes |                                                                             |          |  |
| N.º                       | Título                                                                      | Duración |  |
| 1.                        | «Party Rock Anthem» (Benny Benassi Remix (feat. Lauren Bennett & GoonRock)) | 6:16     |  |
| 43:30                     |                                                                             |          |  |

| Sorry for Party Rocking (edición de lujo) |                                                                             |          |  |
| N.º                                       | Título                                                                      | Duración |  |
| 1.                                        | «Rock The Beat II»                                                          | 1:53     |  |
| 2.                                        | «Sorry for Party Rocking»                                                   | 3:23     |  |
| 3.                                        | «Party Rock Anthem» (feat. Lauren Bennett & GoonRock)                       | 4:22     |  |
| 4.                                        | «Sexy and I Know It»                                                        | 3:19     |  |
| 5.                                        | «Champagne Showers» (feat. Natalia Kills)                                   | 4:24     |  |
| 6.                                        | «One Day»                                                                   | 3:17     |  |
| 7.                                        | «Put That A$$ to Work»                                                      | 3:56     |  |
| 8.                                        | «Take It to the Hole» (feat. Busta Rhymes)                                  | 3:36     |  |
| 9.                                        | «We Came Here to Party» (feat. GoonRock)                                    | 3:46     |  |
| 10.                                       | «Reminds Me of You» (feat. Calvin Harris)                                   | 3:47     |  |
| 11.                                       | «Best Night» (feat. will.i.am, GoonRock & Eva Simons)                       | 5:00     |  |
| 12.                                       | «All Night Long» (feat. Lisa)                                               | 3:47     |  |
| 13.                                       | «With You»                                                                  | 4:13     |  |
| 14.                                       | «Hot Dog»                                                                   | 2:26     |  |
| 15.                                       | «I´m In Miami Bitch»                                                        | 3:48     |  |
| 16.                                       | «Shots» (feat. Lil Jon)                                                     | 3:42     |  |
| 17.                                       | «Party Rock Anthem» (Benny Benassi Remix (feat. Lauren Bennett & GoonRock)) | 6:16     |  |
| 48:29                                     |                                                                             |          |  |

| Pista adicional de iTunes |                                                                             |          |  |
| N.º                       | Título                                                                      | Duración |  |
| 1.                        | «Party Rock Anthem» (Benny Benassi Remix (feat. Lauren Bennett & GoonRock)) | 6:16     |  |
| 54:45                     |                                                                             |          |  |

## Posicionamiento en listas
| País              | Lista Certificadora          | Mejor posición |        |        |        |        |        |        |
| Europa            | Europa                       | Europa         | Europa | Europa | Europa | Europa | Europa | Europa |
| ----------------- | ---------------------------- | -------------- | ------ | ------ | ------ | ------ | ------ | ------ |
| Portugal          | IFPI                         | 10             |        |        |        |        |        |        |
| España            | PROMUSICAE                   | 11             |        |        |        |        |        |        |
| España            | Spain Downloads Albums Chart | 5              |        |        |        |        |        |        |
| Francia           | IFPI                         | 6              |        |        |        |        |        |        |
| Andorra           | PROMUSICAAND                 | 9              |        |        |        |        |        |        |
| Bélgica           | Ultratop 40                  | 11             |        |        |        |        |        |        |
| Alemania          | Germany Download charts      | 4              |        |        |        |        |        |        |
| Suiza             | GfK Entertainment Charts     | 13             |        |        |        |        |        |        |
| República Checa   | Albums Top 100               | 3              |        |        |        |        |        |        |
| Reino Unido       | UK Albums Chart              | 8              |        |        |        |        |        |        |
| Asia              |                              |                |        |        |        |        |        |        |
| Japón             | Oricon albums                | 13             |        |        |        |        |        |        |
| Oceanía           |                              |                |        |        |        |        |        |        |
| Australia         | ARIA Albums Chart            | 2              |        |        |        |        |        |        |
| Nueva Zelanda     | NRZ Albums Chart             | 2              |        |        |        |        |        |        |
| América del Norte |                              |                |        |        |        |        |        |        |
| Canadá            | Billboard Canadian Albums    | 2              |        |        |        |        |        |        |
| Estados Unidos    | Billboard 200                | 5              |        |        |        |        |        |        |
| México            | Monitor Latino MÉ            | 8              |        |        |        |        |        |        |
| América del Sur   |                              |                |        |        |        |        |        |        |
| Uruguay           | Top 100! (Shazam) Uruguay    | 3              |        |        |        |        |        |        |
| Argentina         | Monitor Latino AR            | 10             |        |        |        |        |        |        |

## Certificaciones
| País           | Certificadora | Certificación | Ventas  |
| -------------- | ------------- | ------------- | ------- |
| Estados Unidos | RIAA          | Oro           | 500 000 |
| España         | PROMUSICAE    | Platino       | 20 000  |
| Australia      | ARIA          | 4x Platino    | 280 000 |